# Căpitanul Marvel (Shazam)
Căpitanul Marvel, cunoscut și sub numele de Shazam, este un supererou din benzile desenate americane, publicate inițial de Fawcett Comics, și apoi de DC Comics. Artistul C. C. Beck și scriitorul Bill Parker au creat personajul în 1939. Căpitanul Marvel a apărut pentru prima dată în Whiz Comics #2 (coperta din februarie 1940). El este alter ego-ul lui Billy Batson, un băiat care, prin rostirea cuvântului magic „Shazam!” (acronimul a șase „bătrâni nemuritori”: Solomon, Hercule, Atlas, Zeus, Ahile și Mercur), se transformă într-un adult costumat cu puteri supraomenești.
Pe baza vânzărilor de benzi desenate, Căpitanul Marvel a fost cel mai popular supererou al anilor 1940, depășindu-l chiar și pe Superman. Căpitanul Marvel a fost, de asemenea, primul supererou a cărui poveste a fost adaptată pentru film, într-un serial al Republic Pictures din 1941, Adventures of Captain Marvel, cu Tom Tyler în rolul Căpitanului Marvel și Frank Coghlan, Jr. în rolul lui Billy Batson.
Fawcett Comics a încetat publicarea Căpitanului Marvel în 1953, în parte din cauza unui proces de încălcare a drepturilor de autor intentat de DC Comics, care susținea că eroul era o copie a lui Superman. În 1972, Fawcett a licențiat drepturile asupra personajului către DC, care în 1991 a achiziționat întreaga familie de personaje. De atunci, DC l-a integrat pe Captain Marvel în universul său, și a încercat să reînvie proprietatea de mai multe ori, cu succese mixte. Cele mai recente portretizări ale personajului sunt Shazam! (2019) și Shazam! Fury of the Gods (2023).

## Caracterizare
Whiz Comics #2 (feb. 1940) îl prezintă pe William Joseph Batson, un băiat de 12 ani (mai târziu de 14 ani) fără adăpost care doarme în stația de metrou din orașul său natal (inițial New York City; denumit mai târziu în publicațiile DC ca Fawcett City).

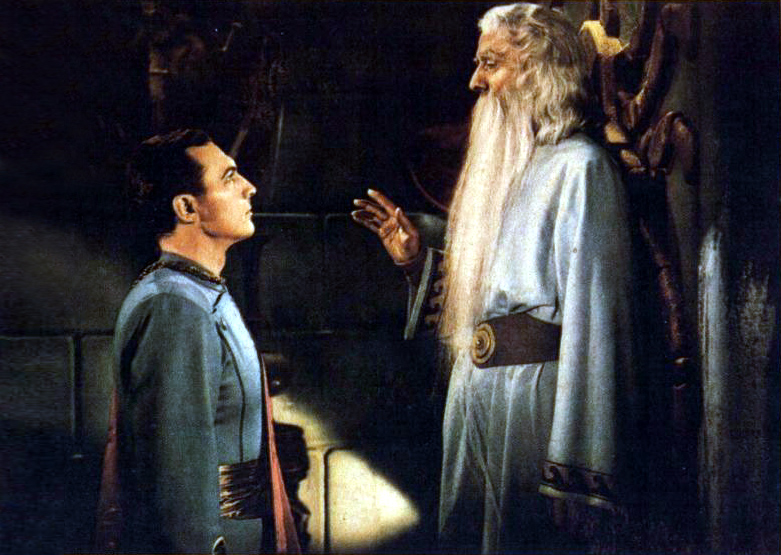
Căpitanul Marvel și vrăjitorul Shazam în serialul Adventures of Captain Marvel (1941)

Un bărbat misterios îmbrăcat într-o mantie verde îi cere lui Billy să-l urmeze în stația de metrou. Un vagon magic de metrou vopsit în forme și culori neobișnuite îi escortează până la o sală a tronului subterană, care este locuită de un bărbat foarte bătrân cu o barbă lungă și o robă albă. În timp ce bărbatul în verde dispare, bătrânul de pe tron îi explică lui Billy că este vrăjitorul Shazam și că a folosit puterile „zeilor” - Solomon, Hercule, Atlas, Zeus, Ahile și Mercur, de unde și numele „Shazam” - pentru a lupta împotriva răului timp de peste 3.000 de ani. Cu toate acestea, acum a îmbătrânit prea mult pentru a mai continua și are nevoie de un succesor. Vrăjitorul explică faptul că Billy a fost ales din cauza ghinionului său: fusese alungat de un unchi lacom care i-a furat moștenirea în urma morții părinților săi (relatările ulterioare ale originii vor nota, de asemenea, că Billy a fost ales pentru că avea „o inimă curată”).
Pus de vrăjitor să rostească numele „Shazam”, Billy este lovit de un fulger brusc și transformat într-un adult cu superputeri, îmbrăcat într-un costum roșu cu ornamente aurii. Vrăjitorul Shazam îl declară pe noul erou „Căpitanul Marvel”, și îi ordonă să-i continue munca, în timp ce un bloc de piatră suspendat deasupra tronului său cade peste el, omorându-l, așa cum a fost profețit. Vrăjitorul se va întoarce - în relatările ulterioare ale poveștii - ca spirit pentru a le servi drept mentor lui Billy și Căpitanului Marvel, invocat prin aprinderea unei torțe pe peretele bârlogului său. În calitate de spirit, vrăjitorul Shazam trăiește la Stânca Eternității, o formațiune stâncoasă la confluența dintre timp și spațiu. Relatările ulterioare ale originii Căpitanului Marvel plasează bârlogul subteran al lui Shazam în interiorul Stâncii. Rostirea cuvântului „Shazam” îi permite lui Billy să invoce fulgerul magic și să devină Căpitanul Marvel, în timp ce Căpitanul Marvel poate rosti cuvântul magic pentru a redeveni Billy.

## Publicații

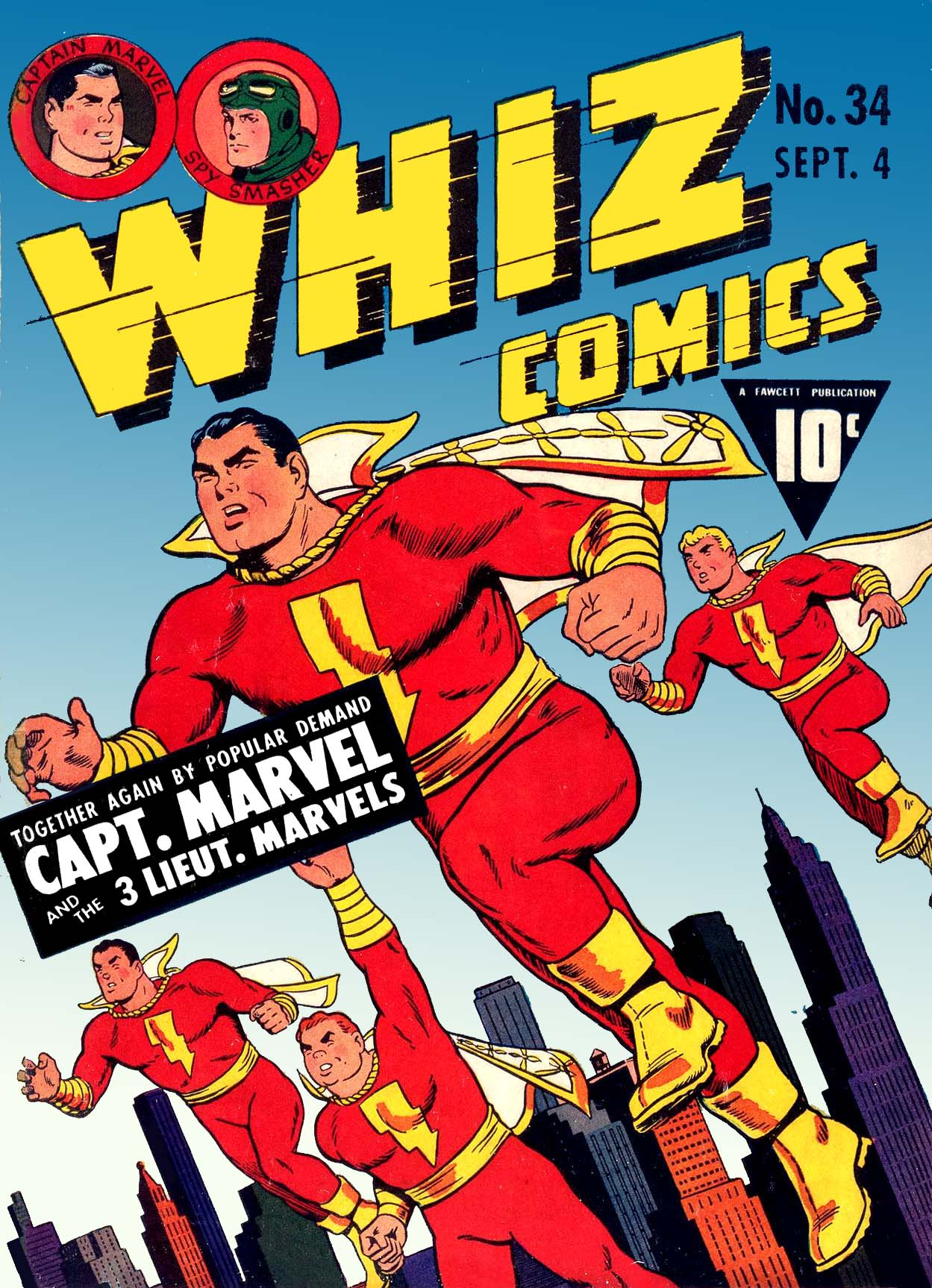
Căpitanul Marvel și Locotenenții săi în Whiz Comics #34 (septembrie 1942)

În cea mai mare parte a Epocii de Aur a benzilor desenate, Căpitanul Marvel s-a dovedit a fi cel mai popular personaj supererou din acest mediu, iar benzile sale desenate au fost mai vândute decât toate celelalte. Aventurile Căpitanului Marvel s-au vândut în paisprezece milioane de exemplare în 1944, iar la un moment dat a fost publicat bisăptămânal, cu un tiraj de 1,3 milioane de exemplare pe număr. Mai multe numere din Captain Marvel Adventures au inclus pe copertă o butadă care proclama seria „Cel mai mare tiraj al oricărei reviste de benzi desenate”.
Franciza a fost extinsă pentru a introduce personaje derivate ale Căpitanului Marvel între 1941 și 1942. Whiz Comics #21 (1941) i-a prezentat pe Locotenenții Marvel: alți trei băieți pe nume „Billy Batson” care puteau deveni supereroi adulți. Căpitanul Marvel Jr, alter-ego-ul băiatului de ziare cu handicap Freddy Freeman, a debutat în Whiz Comics #25 (1941). Mary Marvel, alter-ego al surorii gemene a lui Billy, Mary Batson, a apărut pentru prima dată în Captain Marvel Adventures #18 (1942). Spre deosebire de Căpitanul Marvel și de Locotenenți, atât Mary Marvel cât și Căpitanul Marvel Jr. au rămas copii sub formă de supereroi, și au primit propriile lor cărți eponime, pe lângă faptul că au apărut ca personaje principale în Master Comics și, respectiv, Wow Comics. Căpitanul Marvel, Căpitanul Marvel Jr, și Mary Marvel au apărut împreună, ca echipă, într-o altă publicație Fawcett, The Marvel Family. În plus, a existat un personaj derivat, Hoppy Iepurașul Marvel, un animal vorbitor, care a fost creat în 1942 pentru cartea de benzi desenate Funny Animals a companiei Fawcett, și care a primit mai târziu și o serie omonimă.